# Triatlo nos Jogos Olímpicos de Verão de 2008 - Qualificação
| Evento                                | Data                  | Local          | Masculino | Feminino |
| ------------------------------------- | --------------------- | -------------- | --- | --- |
| Jogos Pan-americanos                  | 15 de julho de 2007   | Rio de Janeiro | Andy Potts | Julie Ertel |
| Qualificatória africana               | 8 de março de 2008    | Hammamet       | Hendrik De Villiers | Mari Rabie |
| Qualificatória da Oceania             | 9 de março de 2008    | Wellington     | Shane Reed | Emma Moffatt |
| Qualificatória asiática               | 3 de maio de 2008     | Guanzhou       | Ryosuke Yamamoto | Ai Ueda |
| Qualificatória européia               | 10 de maio de 2008    | Lisboa         | Frédéric Belaubre | Vanessa Fernandes |
| Campeonato Mundial de Triatlo de 2008 | 8 de junho de 2008    | Vancouver      | Javier Gómez Bevan Docherty Reto Hug | Helen Tucker Sarah Haskins Samantha Warriner |
| Ranking ITU                           | 15 de junho de 2008   | N/A            | Brad Kahlefeldt Simon Whitfield Kris Gemmell Tim Don Volodymyr Polikarpenko Maik Petzold Jan Frodeno Sven Riederer William Clarke Daniel Unger Alistair Brownlee Tony Moulai Paul Tichelaar Iván Raña Igor Sysoev Alexander Brukhankov Cedric Fleureton Filip Ospaly Jarrod Shoemaker Bruno Pais Matthew Reed Hirokatsu Tayama Olivier Marceu Dmitri Polyansky Courtney Atkinson Brent McMahon Dmitriy Gaag Marek Jaskolka Rasmus Henning Daniel Fontana Reinaldo Colucci Danyl Sapunov Peter Croes Duarte Marques Axel Zeebroek Sander Berk Simon Agoston Marko Albert Dirk Bockel Emilio D'Aquino Juraci Moreira | Emma Snowsill Debbie Tanner Laura Bennett Anja Dittmer Joelle Franzman Hollie Avil Andrea Hewitt Nicola Spirig Lauren Groves Elizabeth May Jessica Harrison Magali di Marco Ricarda Lisk Erin Densham Carole Peon Eva Dollinger Kiyomi Niwata Juri Ide Nadia Cortassa Lisa Nordén Daniela Ryf Kathy Tremblay Kirsten Sweetland Vendula Frintova Ainhoa Murua Irina Abyssova Kate Roberts Mariana Ohata Tania Haiböck Lenka Zemanova Ana Burgos Kate Allen Ewa Dederko Emma Davis Xing Lin Lisa Mensik Wang Hongni Maria Czesnik Yuliya Spunova Olga Zaousailova Charlotte Bonin Zita Szabó Birgitta Berk |
| Ranking ITU[b]                        | 15 de julho de 2008   | N/A            | Christopher Felgate Eligio Cervantes Daniel Lee Chi Wo Pavel Simko | Barbara Rivero Diaz Tania Mak So Ning Deniz Dimaki |
| País sede[a]                          | N/A                   | N/A            | Zhang Yiming | |
| Convite                               | 31 de janeiro de 2008 | N/A            | Omar Tayara | Flora Duffy[c] |
| Total                                 | -                     | -              | 55 | 55 |